# 凱知樂國際
凱知樂國際控股有限公司，簡稱凱知樂國際控股和凱知樂國際（英語：Kidsland International Holdings Limited，港交所：2122），在2001年，由主席李澄曜於總部廣州市成立「廣州智樂商業有限公司」，其業務在全球經營批發玩具及嬰兒產品。
公司副主席: 盧永仁，2018年已辭任。 
股份在2017年11月10日於港交所主板上市。全球發售招股定價為2.2港元，發售股份為2億股，集資額為4.4億港元。

## 爭議事件

### 天價寶寶模型擺設撞毀事件
2022年5月22日，一名5歲男幼童光顧該公司旗下的“KKPLUS”玩具店期間，懷疑幼童避開人群期間不小心「挨」跌價值52,800元的1.8米高天線寶寶公仔，家長最終向該玩具店賠償逾3萬元「成本價」，事件引來社交平台的熱議。事後該公司在5月24日凌晨發表聲明指該賠償一事由事主主動提出，又稱「在雙方同意下徹底解決。」不過KKplus社交網站專頁隨即在當天早上刪除聲明。 而該公司股價在5月23日香港股市交易時段一度暴升超過八成。

## 連結
- kidslandholdings.com（页面存档备份，存于）